# Спирина, Наталия Дмитриевна
Наталия Дмитриевна Спирина (4 мая 1911, Харбин — 10 декабря 2004, Новосибирск) — русский поэт, прозаик, музыкальный педагог. Исследователь и популяризатор наследия семьи Рерихов, общественный и культурный деятель. Главный редактор журнала «Восход». Почётный председатель Сибирского рериховского общества. Основатель Музея Н. К. Рериха в Новосибирске. 

## Биография
Наталия Дмитриевна Спирина родилась 21 апреля (4 мая) 1911 года в Цинской империи, в Харбине, в семье Дмитрия Григорьевича Спирина и Александры Алексеевны Спириной (Сосняковой). Отец был служащим КВЖД. Мать в 1905 году во время Русско-японской войны уехала из Санкт-Петербурга в Харбин, работала медсестрой в военном госпитале. После окончания войны занималась частной медицинской практикой.
С семилетнего возраста Наталия обучалась игре на фортепиано. Для дочери родители пригласили частного учителя музыки, приобрели пианино известной марки «C. M. Schroder». В июле 1926 года закончила 1-ю Частную женскую гимназию М. С. Генерозовой, а в июне 1927 года — дополнительный педагогический класс этой гимназии, в итоге обучения получила второй аттестат и свидетельство о присвоении звания домашнего учителя. К этому времени относятся первые поэтические опыты, участие в деятельности поэтического объединения «Молодая Чураевка» (под руководством Алексея Грызова-Ачаира). После окончания харбинской Высшей музыкальной школы имени А. К. Глазунова получила известность в творческой среде Харбина как концертмейстер и музыкальный педагог.
В июне 1934 года участвовала в вечере, устроенном Христианским союзом молодых людей (ХСМЛ) в честь Николая Константиновича Рериха. В начале 1940-х годов познакомилась с заведующим студенческим клубом в колледже ХСМЛ Б. Н. Абрамовым, который приобщил Н. Д. Спирину к творчеству Н. К. Рериха, оказавшего значительное влияние на формирование её мировоззрения.
В 1950—1952 годах работала библиотекарем Харбинского политехнического института, затем с помощью Б. Н. Абрамова перешла на работу в Институт иностранных языков (Хэйлунцзянский университет), где преподавала русский язык вплоть до отъезда из Китая. В 1959 году вместе с матерью переехала по репатриации в СССР. До 1968 года работала преподавателем фортепиано в детской музыкальной школе № 10 новосибирского Академгородка. Давала частные уроки музыки, являлась членом Дома ученых СО РАН, активно участвовала в работе музыкального салона и картинной галереи.
С 1976 года Н. Д. Спирина (совместно с А. П. Окладниковым, П. Ф. Беликовым, Е. П. Маточкиным) стала организатором и участником всесоюзных, а затем — международных научно-общественных конференций «Рериховские Чтения», которые проводились под эгидой Сибирского отделения РАН в 1976, 1979, 1982, 1984, 1997 и 2001 годах. Н. Д. Спирина неоднократно встречалась с сыном Николая Константиновича Святославом Рерихом во время его приездов в Советский Союз.
В начале 1990-х годов была официально оформлена существовавшая под руководством Н. Д. Спириной организация, получившая название — Сибирское рериховское общество. Семинары и «круглые столы», организованные Н. Д. Спириной и её сотрудниками, учёными Сибирского отделения РАН, привлекали тысячи людей со всех стран СНГ. С 1993 года стала главным редактором газеты, а затем журнала, выходящего и ныне под названием «Восход».
4 мая 2001 года в центре Новосибирска, в день 90-летия Н. Д. Спириной, состоялось открытие возведённого методом всенародной стройки общественного Музея имени Н. К. Рериха.
Скончалась 10 декабря 2004 года.

## Память
- На доме в новосибирском Академгородке (Цветной проезд, 23), где жила Н. Д. Спирина, в 2011 году открыта мемориальная доска[7].
- В Новосибирске действует муниципальное учреждение культуры «Культурно-просветительный центр Наталии Дмитриевны Спириной»[8].

## Краткая библиография
- Спирина Н. Д. Рерих и музыка // Рериховские чтения. 1976 год (Материалы конференции). — Новосибирск, 1976. — С. 77-79.
- Спирина Н. Д. Значение музыки в творчестве Святослава Рериха. — Рериховские чтения. 1979 год (Материалы конференции). — Новосибирск, 1980. — С. 175—179.
- Наталия Спирина. Стихи / «Держава Рериха». — М.: Изобразительное искусство, 1993. — С. 379—389.
- Спирина Н. Д. Капли. — Новосибирск, 1997.
- Спирина Н. Д. Весть красоты. Стихи по картинам Н. К. Рериха и С. Н. Рериха. Новосибирск: РОССАЗИЯ, 2008.
- Спирина Н. Д. Полное собрание трудов. Т. 1-4.— Новосибирск: РОССАЗИЯ, 2007—2012.